# Дрюэль
Дрюэ́ль (фр. Druelle, окс. Druèla) — коммуна во Франции, находится в регионе Окситания. Департамент — Аверон. Входит в состав кантона Западный Родез. Округ коммуны — Родез.
Код INSEE коммуны — 12090.
Коммуна расположена приблизительно в 510 км к югу от Парижа, в 120 км северо-восточнее Тулузы, в 7 км к западу от Родеза.

## Население
Население коммуны на 2008 год составляло 1941 человек.
| 1954 | 1962 | 1968 | 1975 | 1982 | 1990 | 1999 | 2008 |
| ---- | ---- | ---- | ---- | ---- | ---- | ---- | ---- |
| 988  | 784  | 905  | 958  | 1221 | 1420 | 1685 | 1941 |

## Экономика

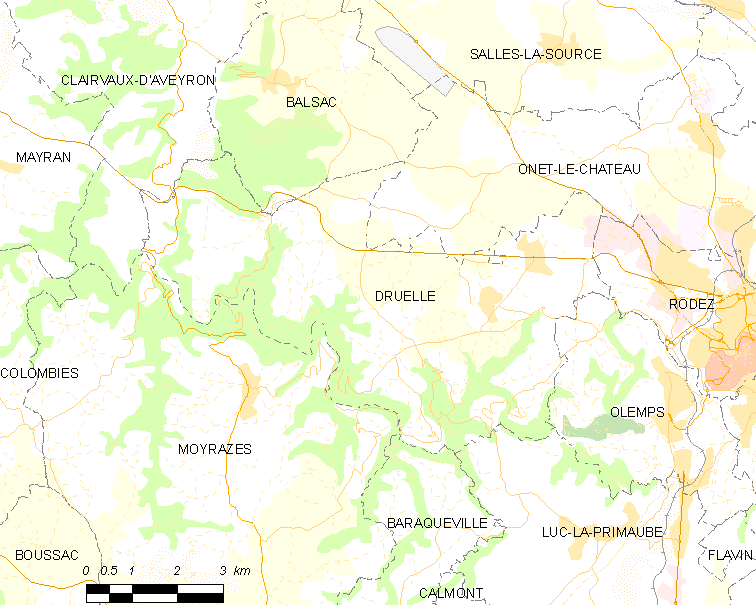
Карта коммуны

В 2007 году среди 1300 человек в трудоспособном возрасте (15—64 лет) 1028 были экономически активными, 272 — неактивными (показатель активности — 79,1 %, в 1999 году было 77,0 %). Из 1028 активных работали 987 человек (509 мужчин и 478 женщин), безработных было 41 (18 мужчин и 23 женщины). Среди 272 неактивных 94 человека были учениками или студентами, 128 — пенсионерами, 50 были неактивными по другим причинам.